# Belzebub chacei
Belzebub chacei is een tienpotigensoort uit de familie van de Luciferidae. De wetenschappelijke naam van de soort werd als Lucifer chacei in 1967 gepubliceerd door Thomas E. Bowman III. In 2016 werd de soort door Alexander Vereshchaka, Jørgen Olesen en Anastasia Lunina in het geslacht Belzebub geplaatst.